# Герасимівка (Кременчуцький район)
Гераси́мівка — село в Україні, у Семенівській селищній громаді Кременчуцького району Полтавської області. Населення становить 173 осіб. 

## Географія
Село Герасимівка знаходиться на правому березі річки Омельник, нижче за течією на відстані 4 км розташоване село Коломицівка, на протилежному березі — село Вербки. Поруч проходить автомобільна дорога Т 1716 та залізниця, станція Вербки за 1 км.

## Історія
12 червня 2020 року, відповідно до розпорядження Кабінету Міністрів України № 721-р «Про визначення адміністративних центрів та затвердження територій територіальних громад Полтавської області», село увійшло до складу Семенівської селищної міської громади.
19 липня 2020 року, в результаті адміністративно - територіальної реформи та ліквідації Семенівського району, село увійшло до складу новоутвореного Кременчуцького району.